# Šarona (mošav)
Šarona (hebrejsky שָׁרוֹנָה‎, anglicky Sharona) je vesnice typu mošav v Izraeli, v Severním distriktu, v Oblastní radě Dolní Galilea.

## Geografie
Leží v oblasti s intenzivním zemědělstvím, v nadmořské výšce 260 metrů na planině v Dolní Galileji nedaleko hory Tavor vzdálené cca 8 kilometrů jihozápadním směrem. Na východ od obce se náhorní planina, která zde vrcholí kótou Har Adami, prudce lomí do údolí Bik'at Javne'el při vodním toku Nachal Javne'el, kam podél severní strany vesnicesměřuje vádí Nachal Adami, podél jižní je to vádí Nachal Šarona. Dál k jihu pokračuje terénní zlom na údolím Bik'at Javne'el hřebenem Har Javne'el.
Vesnice se nachází cca 10 kilometrů jihozápadně od centra města Tiberias, cca 97 kilometrů severovýchodně od centra Tel Avivu a cca 45 kilometrů jihovýchodně od centra Haify. Šaronu obývají Židé, přičemž osídlení v tomto regionu je převážně židovské. Oblasti, které obývají izraelští Arabové leží dál na západ (aglomerace Nazaretu). Zhruba 2 kilometry západně od Šarony leží město Kafr Kama, které obývají izraelští Čerkesové.
Šarona je na dopravní síť napojena pomocí lokální silnice číslo 767, jež ústí do dálnice číslo 65 a která spojuje Kfar Tavor s Galilejským jezerem.

## Dějiny
Šarona byla založena v roce 1938. Lokalita má ale starší tradici židovského osídlení. Zdejší pozemky přešly do židovského vlastnictví už roku 1913, kdy je vykoupila organizace Židů z Chicaga v USA, kteří zde plánovali zřídit zemědělský statek nazvaný Rama (רמה). Ten zde byl skutečně založen roku 1914. Po vypuknutí první světové války ale projekt selhal a statek i jeho pole byly krátce po válce opuštěny. Roku 1920 ukončili američtí autoři projektu své sponzorství a v roce 1928 lokalitu opustily poslední dvě židovské rodiny, které tu hospodařily.
Místo bylo opětovně osídleno až roku 1938, kdy zde vznikla židovská opevněná osada Šarona typu Hradba a věž, jejímiž zakladateli byli Židé původem z Polska a členové organizace Gordon (גורדון). Zpočátku osadníci čelili nedostatku vody a sporům o půdu s okolními Araby.
Šarona byla pojmenována podle ruin nedaleké arabské osady Chirbet Saruna. Počátkem 20. století se sice používalo oficiální označení Chavat Rama (חוות רמה), ale neoficiálně se používal arabský místní název, který pak v hebraizované formě přešel i do formálního označení mošavu.
Arabské osídlení v bezprostředním okolí Šarony skončilo v roce 1948 během války za nezávislost. Roku 1949 měl mošav Šarona 109 obyvatel a rozlohu katastrálního území 6432 dunamů (6,432 kilometrů čtverečních).
Ekonomika mošavu je založena na zemědělství (71 rodinných hospodářství) a turistickém ruchu. Část obyvatel za prací dojíždí mimo obec. V Šaroně fungují zařízení předškolní péče o děti. Základní škola je ve vesnici Giv'at Avni. V obci je k dispozici zdravotní ordinace, obchod, knihovna a společenské centrum.

## Demografie
Obyvatelstvo mošavu Šarona je sekulární. Podle údajů z roku 2014 tvořili naprostou většinu obyvatel v Šaroně Židé - cca 500 osob (včetně statistické kategorie "ostatní", která zahrnuje nearabské obyvatele židovského původu ale bez formální příslušnosti k židovskému náboženství, cca 600 osob).
Jde o menší sídlo vesnického typu s dlouhodobě rostoucí populací. K 31. prosinci 2014 zde žilo 558 lidí. Během roku 2014 populace stoupla o 2,4 %.
| Rok            | 1948 | 1949 | 1961 | 1972 | 1983 | 1995 | 2001 | 2003 | 2004 | 2005 | 2006 | 2007 | 2008 | 2009 | 2010 | 2011 | 2012 | 2013 | 2014 |
| -------------- | ---- | ---- | ---- | ---- | ---- | ---- | ---- | ---- | ---- | ---- | ---- | ---- | ---- | ---- | ---- | ---- | ---- | ---- | ---- |
| Počet obyvatel | 130  | 109  | 215  | 187  | 344  | 368  | 443  | 456  | 468  | 474  | 485  | 516  | 527  | 498  | 518  | 528  | 545  | 545  | 558  |